# 2e division d'infanterie (France)
Pour la 2e division d'infanterie recréée en 1948, voir 2e division d'infanterie motorisée (France). Pour les autres significations, voir 2e division.
La 2e division d'infanterie (2e DI) est une division d'infanterie de l'Armée de terre française qui a participé à la Première Guerre mondiale et à la Seconde Guerre mondiale.

## Chefs de la2edivision d'infanterie
- 18 octobre 1873 : Général Bellecourt
- 18 novembre 1878 - 10 janvier 1880 : Général Blot
- 28 février 1880 - 14 septembre 1880 : Général de Courcy
- 11 novembre 1880 : Général Vilmette
- 11 janvier 1882 : Général Bardin
- 17 juillet 1887 - 24 février 1891 : Général Mathelin
- 4 avril 1891 - 4 novembre 1891 : Général Swiney
- 11 novembre 1891 - 9 janvier 1892 : Général Peting de Vaulgrenant
- 24 mai 1894 - 26 octobre 1899 : Général Strohl
- 28 octobre 1899 - 11 mai 1905 : Général de Germiny
- 17 juin 1905 : Général Bertrand
- 30 septembre 1905 : Général de Chomer
- 25 mars 1906 : Général Durand
- 20 juillet 1907 - 31 mai 1908 : Général de Chomer
- 17 juin 1908 - 18 juillet 1911 : Général Cramezel de Kerhué
- 28 juillet 1911 - 20 mars 1914 : Général Bizart
- 2 août - 8 septembre 1914 : Général Deligny
- 8 - 21 septembre 1914 : Général Garnier-Duplessix
- 21 septembre 1914 - 16 juillet 1915 : Général Brulard
- 16 juillet 1915 - 17 juin 1917 : Général Guignadaudet
- 17 juin 1917 - 15 juillet 1920 : Général Mignot
- 1939 - 1940 : Général Renondeau
- 1940 : Général Klopfenstein

## Historique
La division est créée en 1873.

## Première Guerre mondiale
La 2e division d'infanterie est mobilisée dans la 1re région

### Composition
- Infanterie :

8e Régiment d'Infanterie d'août 1914 à l'armistice
33e Régiment d'Infanterie d'août 1914 à novembre 1916
73e Régiment d'Infanterie d'août 1914 à novembre 1916
110e Régiment d'Infanterie d'août 1914 à juin 1915
208e Régiment d'Infanterie de novembre 1916 à l'armistice
43e régiment d'infanterie territoriale d'août 1918 à l'armistice
- Artillerie :

3 groupes de 75 du 27e régiment d'Artillerie de Campagne d'août 1914 à novembre 1918
6e groupe de 155c du 101e régiment d'Artillerie Lourde de juin à novembre 1918
- Cavalerie :

1 escadron du 6e Régiment de Chasseurs d'août 1914 à novembre 1918
- Génie :

Compagnie 1/2 du 3e Régiment du Génie

### Historique

#### 1914
- 4 - 13 août : transport par V.F. dans la région d'Auvillers-les-Forges et couverture sur la Meuse dans celle de Revin et de Givet.
- 13 - 23 août : mouvement, par Olloy-sur-Viroin, vers Dinant.

15 août : combat de Dinant, puis défense du front de la Meuse, vers Dinant et Anhée.
22 août : mouvement en direction de Charleroi.
- 23 - 29 août : engagée dans la bataille de Charleroi, vers Saint-Gérard.

24 août : repli, par Couvin, vers la région de Guise
26 août : combat vers Gué-d'Hossus.
- 29 août - 6 septembre : engagée dans la 1re bataille de Guise ; combats vers Sains-Richaumont.

30 août, repli, par Crécy-sur-Serre, Pontavert et Le Baizil, vers le sud d'Esternay.
- 6 - 13 septembre : engagée dans la bataille de la Marne.

6 – 10 septembre : bataille des Deux Morins, combats vers Esternay, Bergères-sous-Montmirail et Fontaine-au-Bron.
10 septembre : poursuite, par Verneuil et Ville-Dommange, jusqu'au-delà de Reims.
- 13 septembre - 12 décembre : engagée dans la bataille de l'Aisne : combats dans la région Bétheny, la Neuvillette.

16 septembre : mouvement de rocade vers le nord-ouest ; combats vers la ferme du Choléra et vers la Ville-aux-Bois. Puis stabilisation et occupation d'un secteur vers Gernicourt et le bois de Beau marais, étendu à gauche, le 15 octobre, jusqu'au moulin Pontoy, et à droite, le 1er novembre, jusque vers la cote 108
12 - 14 octobre : attaques françaises sur la ferme du Choléra et le bois de la Ville-aux-Bois.
4 novembre : attaque et prise de Sapigneul.
11 novembre : prise de la cote 108.
- 12 décembre 1914 - 12 janvier 1915 : retrait du front et repos vers Fismes.

16 décembre : transport par V.F. dans la région de Cuperly.
20 décembre : tenue prête, vers La Cheppe, puis vers Laval, à intervenir dans la 1re bataille de Champagne : éléments engagés, le 9 janvier 1915, au nord du Mesnil-lès-Hurlus.

#### 1915
- 12 - 20 janvier : retrait du front et repos vers Bussy-le-Château.
- 20 janvier - 2 mars : occupation d'un secteur vers le Mesnil-lès-Hurlus.

16 février : attaques françaises vers les Mamelles, puis violents combats dans cette région (1re bataille de Champagne).
- 2 mars - 5 avril : retrait du front et repos vers Courtisols (éléments laissés en secteur jusqu'au 14 mars).

20 - 21 mars : mouvement vers la région d'Avize ; repos.
29 mars : transport par V.F. vers Vavincourt, puis, à partir du 1er avril, mouvement vers le sud-est de Verdun.
- 5 - 11 avril : engagée dans la première bataille de la Woëvre, vers le bois de Buzy et l'est de Braquis.
- 11 - 29 avril : retrait du front (éléments laissés en secteur jusqu'au 18) ; puis mouvement, par Souilly et Condé-en-Barrois, vers Commercy.
- 29 avril - 11 mai : mouvement vers le front ; le 30 avril, attaque au bois d'Ailly, puis occupation d'un secteur vers le bois d'Ailly.

5 mai : attaque allemande et contre-attaques françaises.
- 11 - 15 mai : retrait du front et transport par V.F. dans les régions d'Épernay et de Fismes.
- 15 mai - 3 septembre : mouvement vers le front et occupation d'un secteur vers Berry-au-Bac et le moulin Pontoy, réduit à droite, le 18 août, jusqu'à la Miette, puis, le 31 août, jusqu'à la Ville-aux-Bois.
- 3 septembre - 2 octobre : retrait du front et repos vers Guyencourt.
- 2 octobre 1915 - 12 février 1916 : mouvement vers le front et occupation d'un secteur vers Sapigneul et la Miette.

12 novembre : mouvement de rocade et occupation d'un nouveau secteur entre Berry-au-Bac et la ferme du Temple, étendu à gauche, le 20 novembre, jusque vers le moulin Pontoy : Guerre des mines à la cote 108.

#### 1916
- 12 - 21 février : retrait du front et regroupement vers Ville-en-Tardenois ; repos et instruction.
- 21 février - 8 mars : transport par camions, puis mouvement vers la région de Verdun.

26 février : engagée, par éléments, dans la bataille de Verdun, vers Douaumont (violents combats).
- 8 mars - 14 avril : retrait du front et repos vers Bar-le-Duc.

1er avril : transport par V.F. dans la région de Dormans ; repos.
11 avril : mouvement vers la région de Fismes.
- 14 avril - 24 juillet : occupation d'un secteur entre la route de Paissy à Ailles et Soupir, réduit à droite, le 17 juillet, jusque vers Troyon.
- 24 juillet - 3 septembre : retrait du front et repos vers Ville-en-Tardenois.

7 août : transport par V.F. dans la région de Conty. Repos au sud-ouest d'Amiens jusqu'au 25 août, puis vers Corbie.
- 3 septembre - 5 octobre : mouvement vers le front ; engagée dans la bataille de la Somme, vers le Forest et le bois de Maurepas.

14 septembre : prise de la ferme du Priez.
19 – 26 septembre : mise en 2e ligne (participation par des éléments restés en secteur, à la prise de Combles, le 26).
27 septembre : engagée à nouveau, d'abord vers Combles et Morval, puis vers Combles et Frégicourt.
- 5 - 9 octobre : retrait du front et repos vers Conty.
- 9 - 16 octobre : transport par V.F. dans la région de Châlons-sur-Marne et repos dans celle de Somme-Vesle.
- 16 octobre - 30 novembre : mouvement vers le front et occupation d'un secteur vers Maisons de Champagne et la butte du Mesnil.
- 30 novembre - 14 décembre : retrait du front et repos vers Possesse.
- 14 décembre 1916 – 6 janvier 1917 : mouvement vers le camp de Mailly, repos et instruction.

#### 1917
- 6 janvier - 27 février : mouvement par étapes vers le front, puis occupation d'un secteur vers Maisons de Champagne et la Courtine.

15 février : violente attaque allemande.
- 21 février - 6 mars : retrait du front, mouvement vers la région de Sainte-Menehould, par Dampierre-le-Château, l'Épine, Sarry, Athis et Vinay.
- 6 mars - 8 avril : mouvement vers Dormans ; instruction (éléments aux travaux sur l'Aisne).
- 8 - 19 avril : mouvement vers le front et occupation d'un secteur vers Craonne et le Ployron.

15 avril : Bataille du Chemin des Dames : combats sur le plateau de Craonne ; puis défense et organisation des positions conquises.
- 19 avril - 7 juillet : retrait du front et repos vers Ventelay ; à partir du 25 avril, repos vers Viels-Maisons.

9 mai : mouvement par étapes vers le camp de Mailly ; repos et instruction.
15 juin : mouvement par étapes vers Provins ; repos et instruction.
- 7 - 30 juillet : transport par V.F. dans les Flandres.

14 juillet : mouvement de l'infanterie vers le front et occupation d'un secteur vers Het-Sas (sous les ordres de la 1re D.I.)
- 30 juillet - 4 août : retrait du front ; repos dans la région de Roesbrugge-Haringe.
- 4 - 22 août : mouvement vers le front et occupation d'un secteur vers Bikschote.

16 août : offensive vers le Martje Vaert et le Broenbeck (seconde bataille des Flandres).
- 22 août - 6 octobre : retrait du front ; repos et instruction dans la région de West-Cappel.
- 6 - 16 octobre : occupation d'un secteur au nord de Bixschoote et de Langemark (en liaison avec l'armée britannique) :

9 octobre : offensive vers la forêt d'Houthulst, attaque de Mangelaare.
- 16 octobre - 21 novembre : retrait du front, puis repos, instruction et travaux vers Bergues.
- 21 novembre - 7 décembre : occupation d'un secteur vers le nord de Langemarck et Kloosterschool (en liaison avec le front britannique).
- 7 décembre 1917 - 17 janvier 1918 : retrait du front (relève par l'armée britannique). Repos vers Gravelines.

11 décembre : mouvement par étapes vers la région de Senlis ; repos.

#### 1918
- 17 janvier - 20 mars : mouvement par étapes vers Soissons.

22 janvier : travaux de 2e position dans cette région.
8 février : mouvement par étapes vers Roucy ; puis travaux de 2e position dans cette région.
- 20 - 31 mars : mouvement vers le front et occupation d'un secteur dans la région la Miette, le Ployon.
- 31 mars - 20 mai : retrait du front ; mouvement vers Fismes, et, le 3 avril, vers Écuiry ; repos.

14 avril : couverture des ponts de l'Oise vers Choisy-au-Bac.
2 mai : mouvement vers Warluis ; repos. Puis travaux de 2e position dans la région de Beauvais.
- 20 - 31 mai : mouvement vers Marseille-en-Beauvaisis.

28 mai : transport par camions au sud de Compiègne. Tenue prête, vers Montigny-Lengrain, à intervenir dans la bataille de l'Aisne.
- 31 mai - 18 juillet : mouvement vers le front puis occupation d'un secteur vers Dammard et Troësnes : actions locales fréquentes, particulièrement les 29, 30 juin et 1er juillet, à l'est de Mosloy.
- 18 - 27 juillet : engagée, vers Troësnes et au sud, dans la bataille du Soissonnais (seconde bataille de la Marne). Progression vers Épaux-Bézu et vers la région au nord de Rocourt-Saint-Martin.
- 27 juillet - 19 août : retrait du front ; mouvement vers Mareuil-sur-Ourcq, puis vers Pierrefonds ; repos.
- 19 - 29 août : mouvement vers Vic-sur-Aisne et occupation d'un secteur au nord d'Autrêches. Engagée dans la 2e bataille de Noyon, sur l'Ailette, vers Pont-Saint-Mard.
- 29 août - 11 septembre : retrait du front et repos vers Pont-Sainte-Maxence.
- 11 septembre - 28 octobre : transport par V.F. en Alsace ; à partir du 15 septembre, occupation d'un secteur vers Burnhaupt-le-Haut et Leimbach.
- 28 octobre - 11 novembre : retrait du front et mouvement par étapes vers Ceintrey ; préparatifs d'offensive.

### Rattachements
- Affectation organique : 1er CA d'août 1914 à novembre 1918

- 1re armée

26 avril – 12 mai 1915
24 avril – 10 juin 1917
7 juillet – 11 décembre 1917
- 2e armée

26 février – 31 mars 1916
- 3e armée

23 – 25 avril 1915
24 février 1916
31 août – 9 septembre 1918
- 4e armée

16 décembre 1914 – 3 avril 1915
22 - 23 février 1916
9 octobre 1916 – 7 mars 1917
- 5e armée

2 août – 15 décembre 1914
22 avril 1915
13 mai 1915 – 21 février 1916
1er avril – 5 août 1916
6 mars – 20 avril 1917
2 – 28 mai 1918
- 6e armée

7 août – 8 octobre 1916
12 décembre 1917 – 1er mai 1918
29 mai – 4 août 1918
- 7e armée

10 septembre – 7 novembre 1918
- 10e armée

6 août 1916
21 – 23 avril 1917
11 juin – 6 juillet 1917
5 – 30 août 1918
8 – 11 novembre 1918
- Détachement d'Armées Gérard

4 – 21 avril 1915
- Région Fortifiée de Verdun

25 février 1916

## Entre-deux-guerres
La division est dissoute en 1920.

## Seconde Guerre mondiale

### Composition
- 33e Régiment d'Infanterie
- 73e Régiment d'Infanterie
- 127e Régiment d'Infanterie
- 34e Régiment d'Artillerie Divisionnaire
- 234e Régiment d'Artillerie Lourde Divisionnaire
- 11e groupe de reconnaissance de division d'infanterie
- Génie : 2/1 et 2/2 compagnies de sapeurs mineurs.
- Parc d'artillerie divisionnaire no 2
- 2/81 compagnie télégraphique
- 2/82 compagnie radio
- 2/1 compagnie hippomobile
- 102/1 compagnie automobile
- 2/1e groupe d’exploitation divisionnaire
- 2e groupe sanitaire divisionnaire

### Historique
La division est recréée le 2 septembre 1939 et mobilisée dans la 1re région militaire au côté des 1re et 42e divisions d'infanterie d'active.
Sur l'ordre de bataille du 10 mai 1940, la 2e division d'infanterie, sous les ordres du général Klopfenstein, appartient au corps d'armée colonial (aux côtés de la 51st Highland Division et de la 56e DI), lui-même subordonné à la IIIe Armée du général Condé.
Du 9 mai au 10 juin, elle participe à la bataille de Rethel.
La division est pratiquement détruite dès le 15 juin dans la région de Troyes.

## Insigne
En 1939, la division adopte comme insigne un écu avec le lion des Flandres tenant un fanion rouge à deux bandes blanches, symbole du commandant de la 2e division d'infanterie d'un corps d'armée.